# Tuzibeanthus
Tuzibeanthus là một chi rêu trong họ Lejeuneaceae.